# 油塘中心

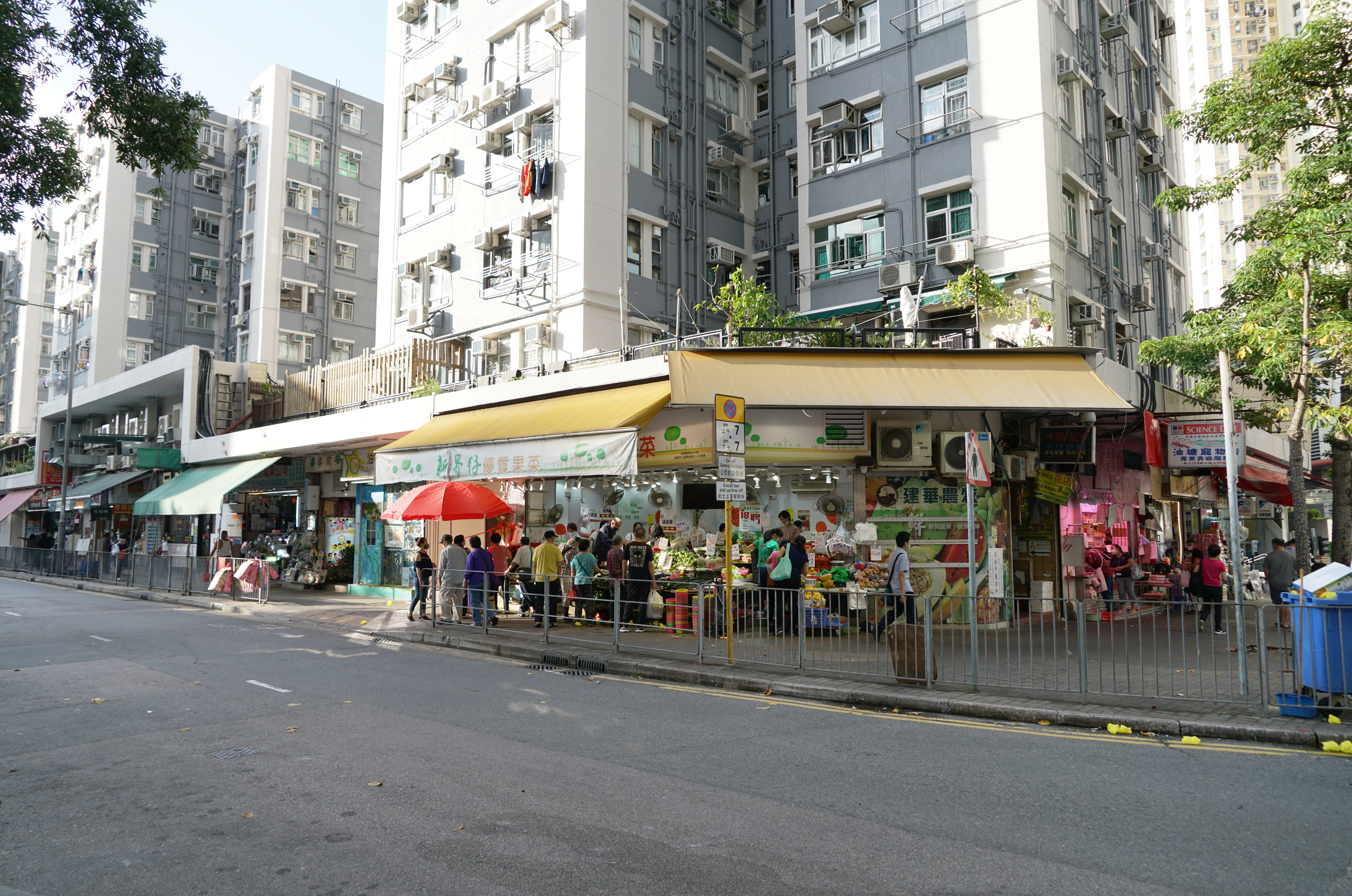
嘉華商場南面，設菜、水果及肉檔

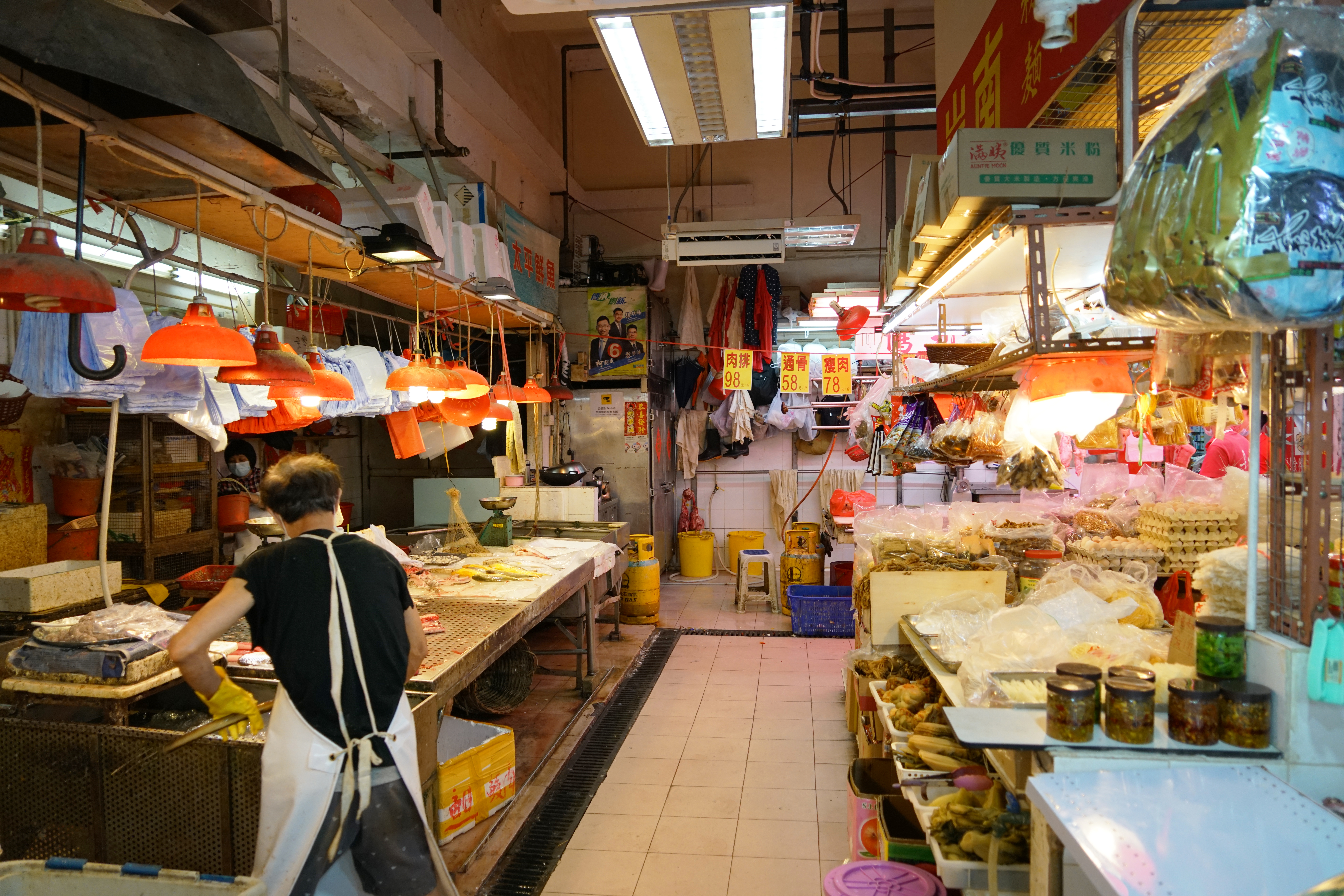
魚檔位於油塘街市內

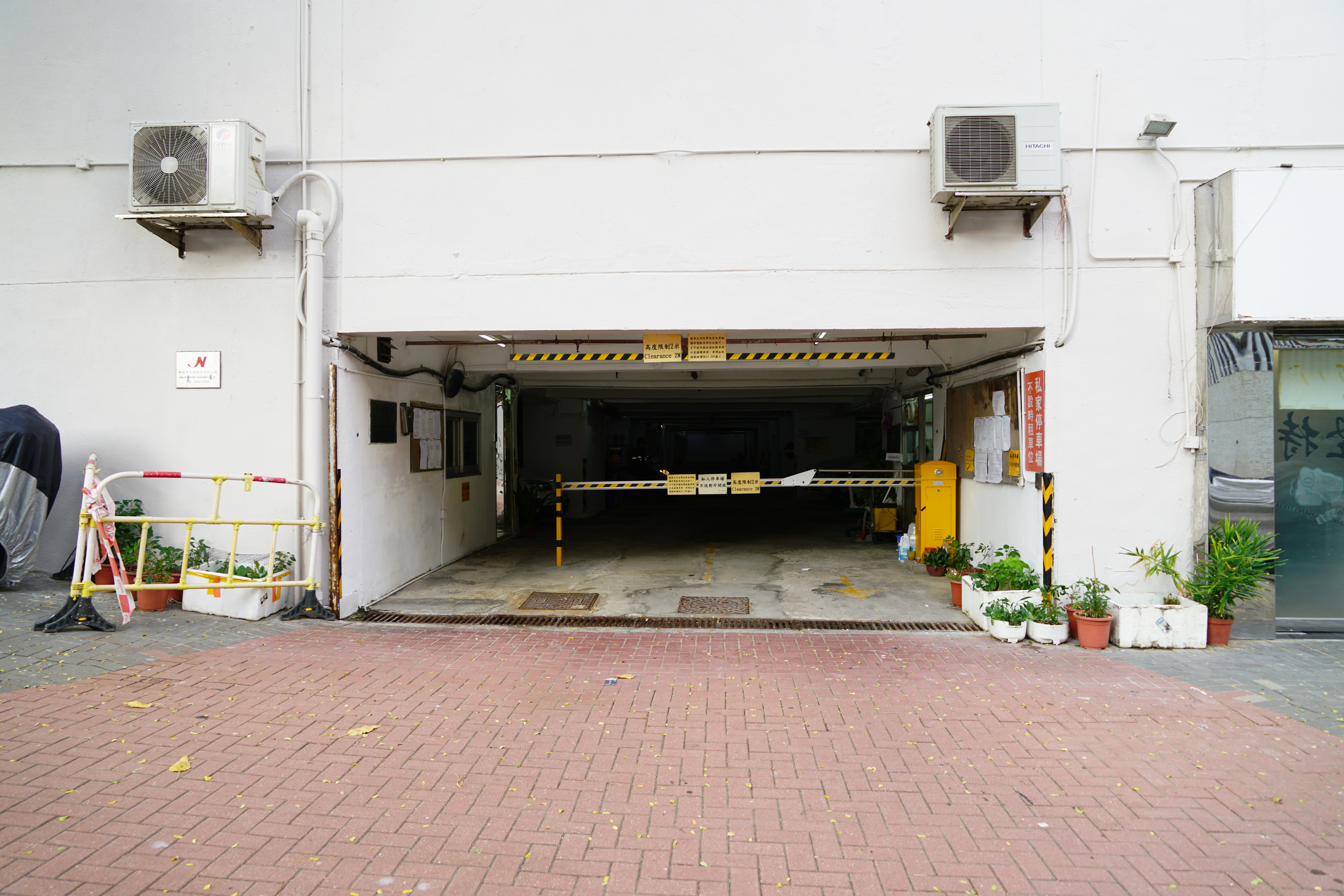
停車場

油塘中心（英語：Yau Tong Centre），位於香港九龍觀塘區油塘新九龍內地段5757號，再細分5個地盤，中央位置為一個遊憩廣場。此中心是由香港房屋委員會負責監管整個發展過程及推售。油塘中心為本港首個落成的「私人機構參建居屋」屋苑。由鷹君集團屬下機構寶湖企業有限公司（英語：Brewood Enterprises Limited）負責發展。
中心內共有七座七層高及兩座八層高的住宅大廈，合共506個住宅單位，全部間格一律為兩房兩廳。在1980年9月23日至1981年9月1日分階段落成，是香港1982年修例前出售的居屋屋苑之一。油塘中心所有住宅單位在房委會當年出售給買主時，其樓價已經包括地價在內，所以跟一般居屋轉讓做法不同，所有住宅單位毋需另行補地價，便即可在公開市場自由轉讓。

## 屋苑資料

### 樓宇
| 樓宇座號 | 樓宇類型                        | 入伙紙發出日期 | 樓宇層數 （住宅層數） | 每層伙數 | 每座單位總數（伙） | 建築師                 | 承建商   | 採用的升降機廠商 |
| -------- | ------------------------------- | -------------- | --------------------- | -------- | ------------------ | ---------------------- | -------- | ---------------- |
| 第1座    | 私人機構參建居屋計劃 （十字型） | 1980年9月23日  | 8 （2-8樓）           | 8        | 56                 | 王董建築師事務有限公司 | 瑞安建業 | 東芝             |
| 第2座    | 私人機構參建居屋計劃 （十字型） | 1980年9月30日  | 8 （1-8樓）           | 8        | 64                 | 王董建築師事務有限公司 | 瑞安建業 | 東芝             |
| 第3座    | 私人機構參建居屋計劃 （十字型） | 1980年9月30日  | 8 （1-8樓）           | 8        | 64                 | 王董建築師事務有限公司 | 瑞安建業 | 東芝             |
| 第4座    | 私人機構參建居屋計劃 （十字型） | 1980年10月3日  | 8 （2-8樓）           | 8        | 56                 | 王董建築師事務有限公司 | 瑞安建業 | 東芝             |
| 第5座    | 私人機構參建居屋計劃 （十字型） | 1981年9月1日   | 8 （2-8樓）           | 7        | 49                 | 王董建築師事務有限公司 | 瑞安建業 | 東芝             |
| 第6座    | 私人機構參建居屋計劃 （十字型） | 1981年9月1日   | 8 （2-8樓）           | 7        | 49                 | 王董建築師事務有限公司 | 瑞安建業 | 東芝             |
| 第7座    | 私人機構參建居屋計劃 （十字型） | 1980年12月12日 | 8 （2-8樓）           | 8        | 56                 | 王董建築師事務有限公司 | 瑞安建業 | 東芝             |
| 第8座    | 私人機構參建居屋計劃 （十字型） | 1980年12月12日 | 8 （2-8樓）           | 8        | 56                 | 王董建築師事務有限公司 | 瑞安建業 | 東芝             |
| 第9座    | 私人機構參建居屋計劃 （十字型） | 1980年12月12日 | 8 （2-8樓）           | 8        | 56                 | 王董建築師事務有限公司 | 瑞安建業 | 東芝             |

### 商場
- 嘉華商場（設於第2及3座樓下）
  - 2020年2月家興超巿老闆王重家以8500萬元購入嘉華商場B201號舖，建築面積約14950方呎，該鋪位已開設全港最大的家興超巿）
- 嘉富商場（設於第4座樓下）
- 嘉貴商場（設於第5及6座樓下）
- 嘉發商場（設於第7、8及9座樓下）

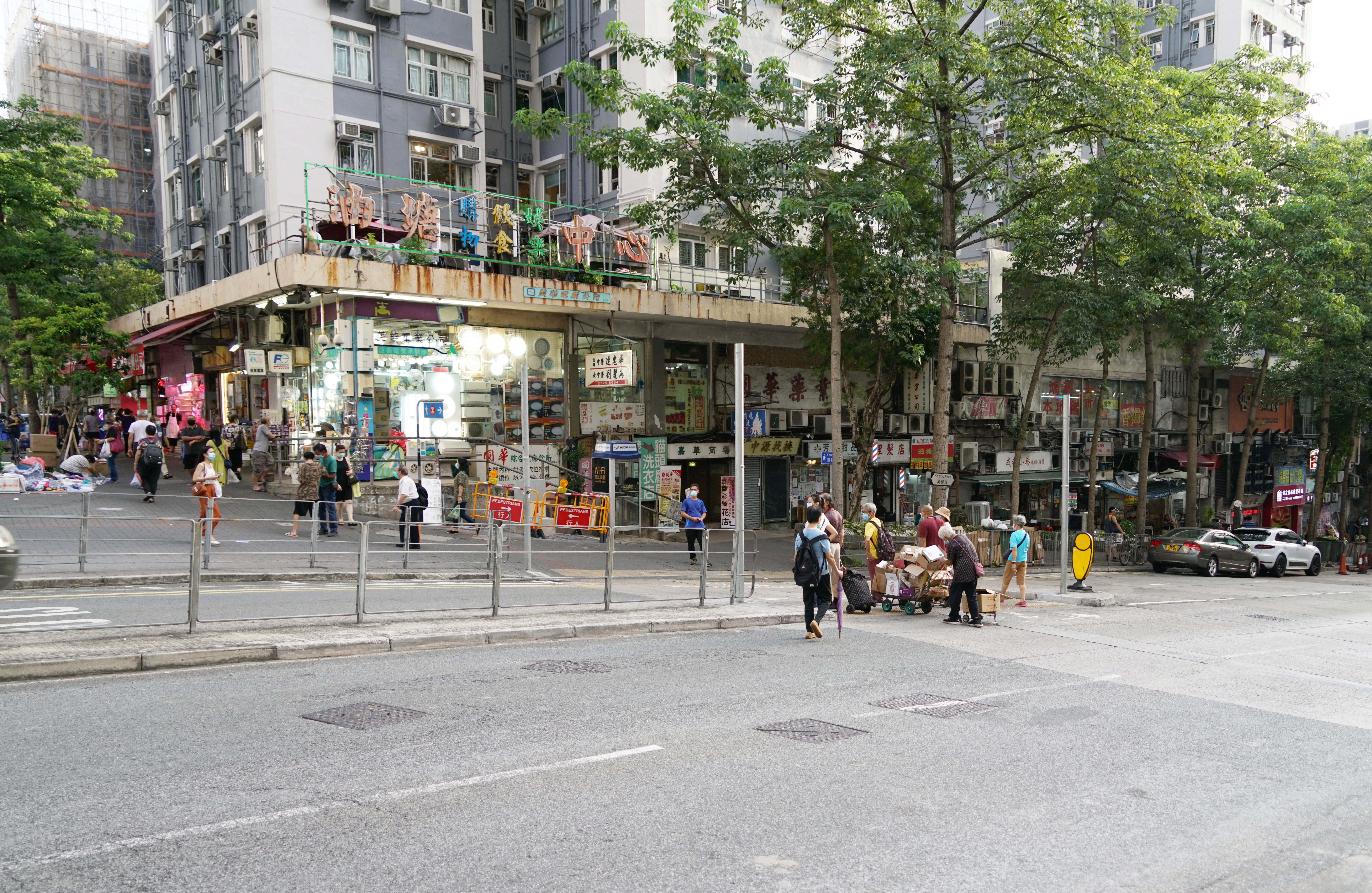
嘉華商場北面
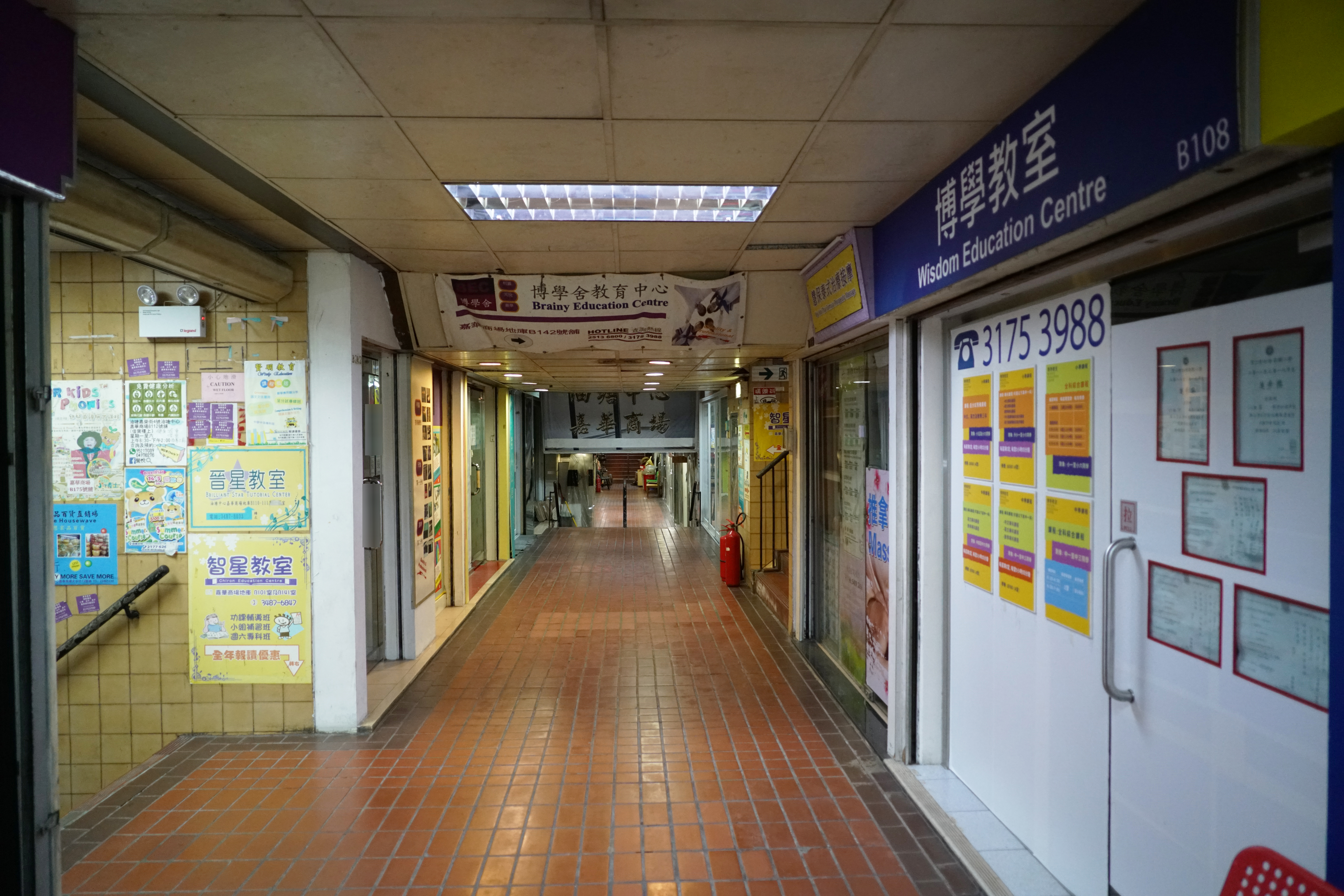
嘉華商場通道
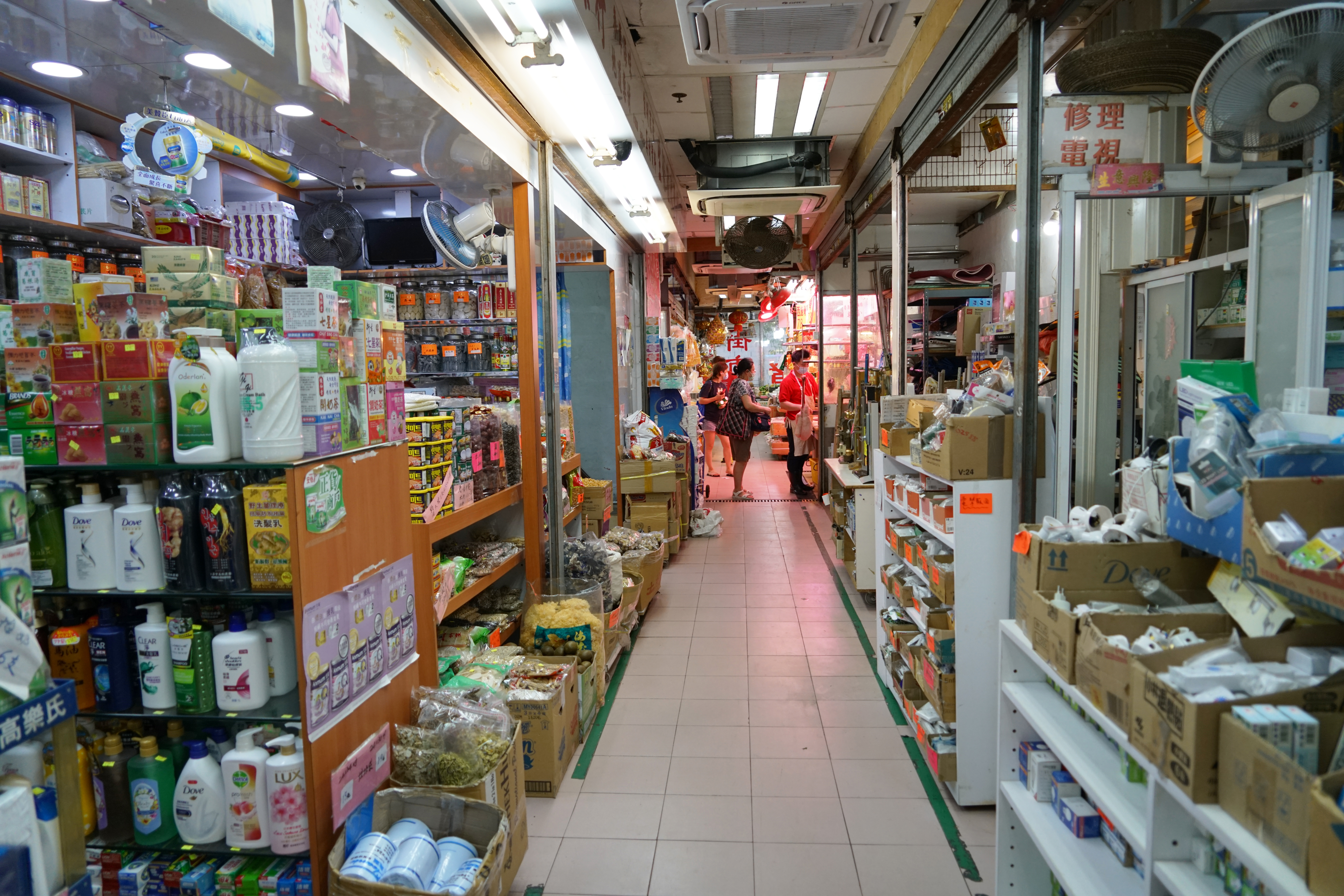
油塘街市位於嘉華商場，設少量檔位
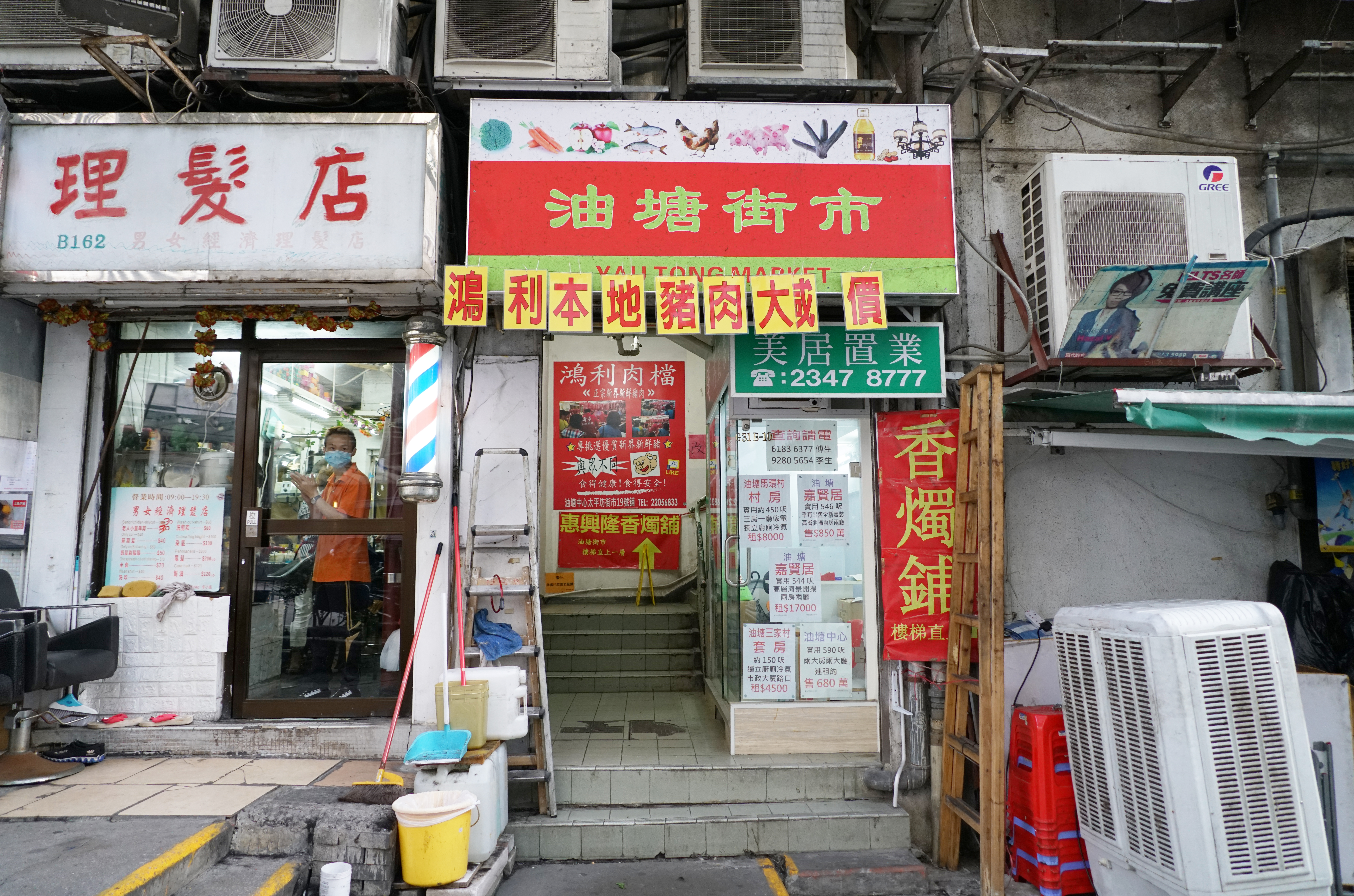
街市入口
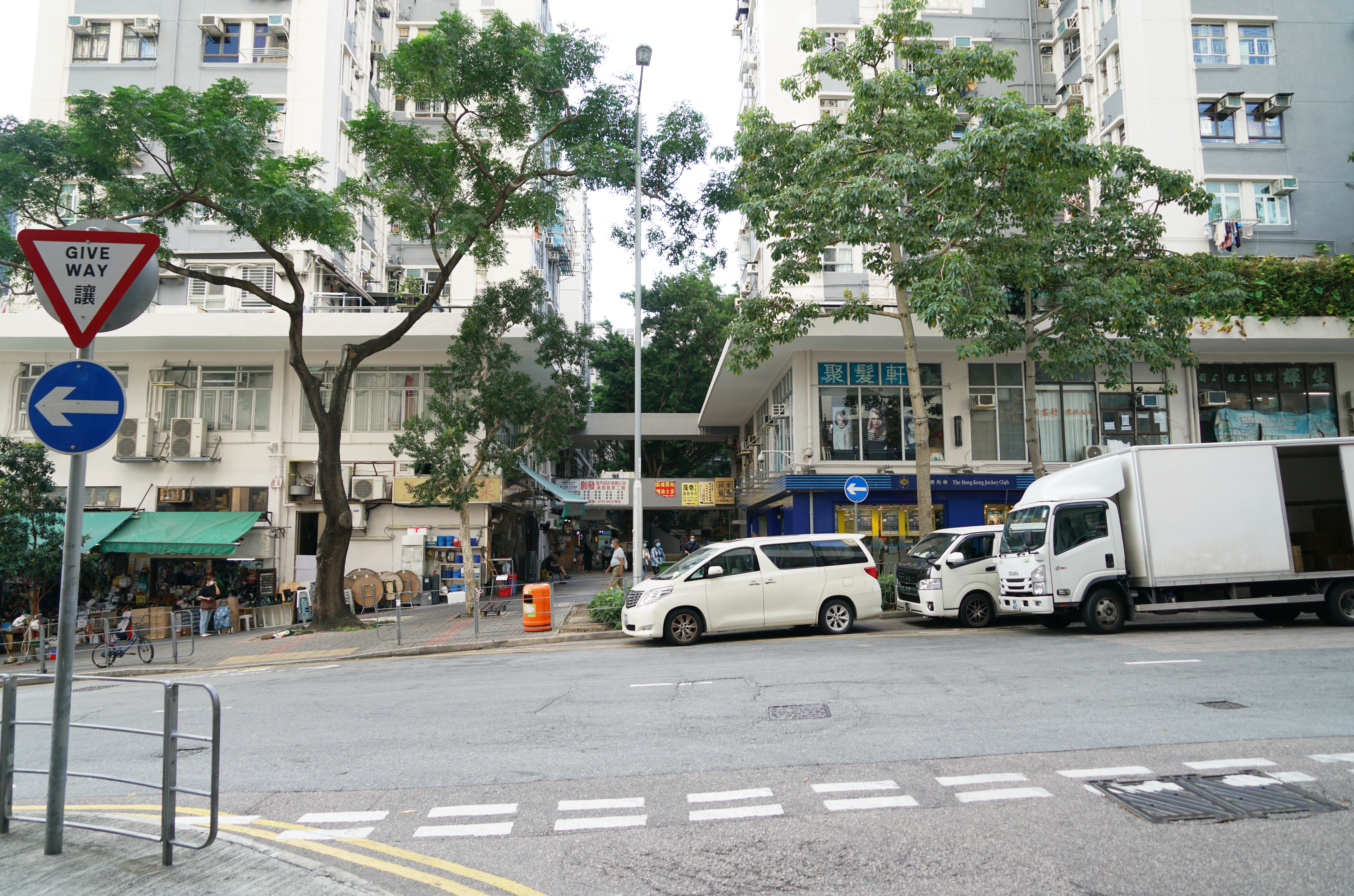
嘉貴及嘉富商場
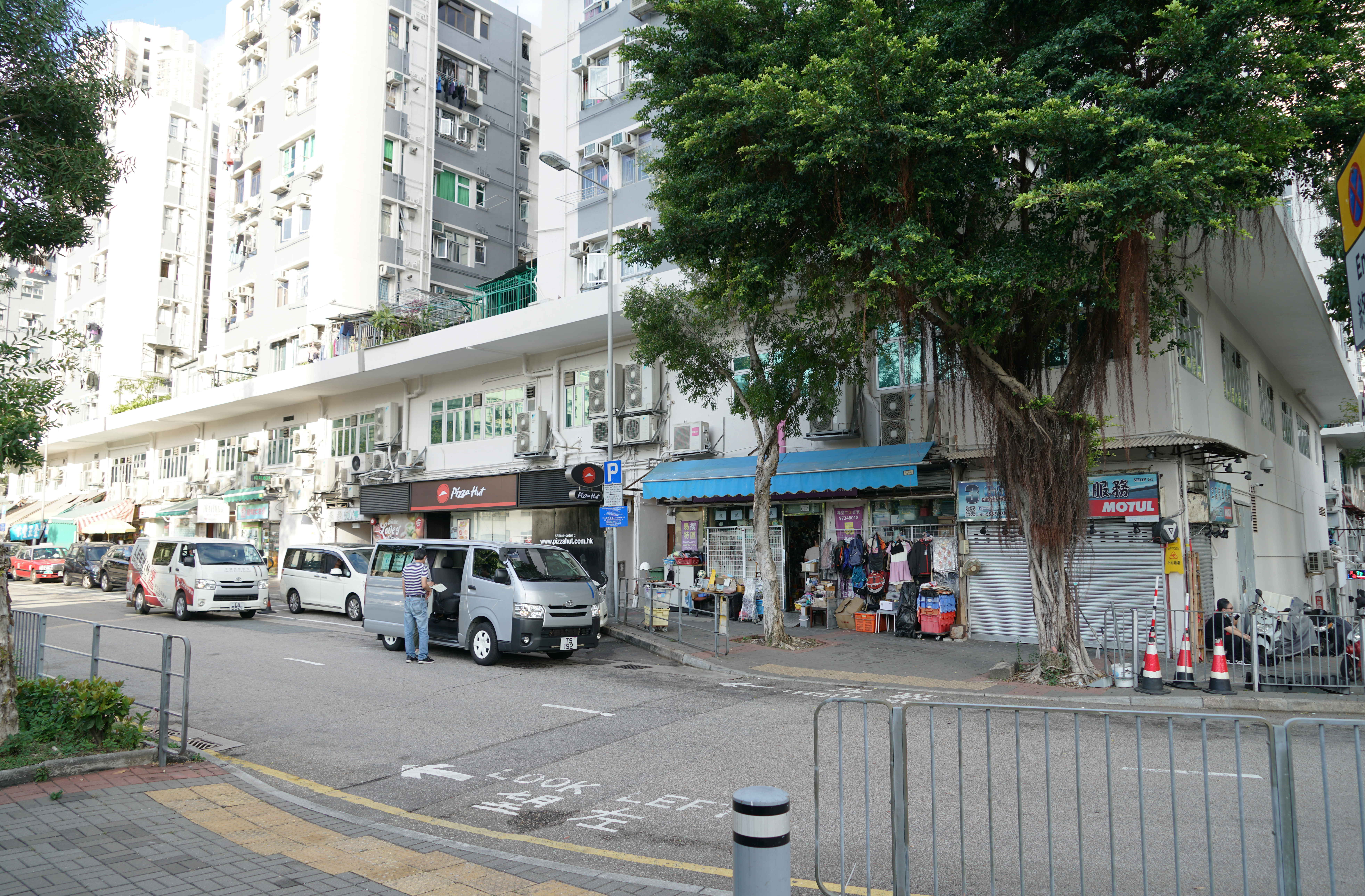
嘉發商場